# Nelelamadike
Nelelamadike is een bestuurslaag in het regentschap Flores Timur van de provincie Oost-Nusa Tenggara, Indonesië. Nelelamadike telt 878 inwoners (volkstelling 2010).